# Conxita Casanovas
Conxita Casanovas (Barcelona, 1962) es una periodista y crítica de cine española que desarrolla su carrera en Radio Nacional de España. Directora del Festival Internacional de Cine de Barcelona-Sant Jordi, BCN Film Fest, desde 2018. Ganó el Premio Nacional de Periodismo Cultural 2024. 

## Biografía
Se licenció en Ciencias de la Información por la Universidad Autónoma de Barcelona. Inició su trayectoria en Radio Juventud de Barcelona en 1979, emisora de la que pasó a los informativos de Radiocadena Española. Al fusionarse esta con Radio Nacional de España, se incorporó a esta última en 1982, donde se especializó en cultura e información cinematográfica y en la que continúa. 
Desde 1992 dirige y presenta el programa Va de cine, que sigue en antena con doble versión, en catalán, en Ràdio 4, y en castellano, más corta, en Radio 5. Además, desde 2004 cubre festivales de cine como los de Cannes, Berlín, Venecia, Sitges y San Sebastián. También ha informado en vivo de cuatro ediciones de la Gala de los Premios Oscar y varias de los Premios de Cine Europeo.
Además, colabora con el programa cultural de El ojo crítico, con una sección semanal sobre los estrenos de cine y De película, ambos de RNE.  Ha intervenido en espacios de TVE como Días de cine, o el cultural Continuarà, de TVE-Cataluña.
Ha formado parte del jurado de diversos galardones, como los Premios Ciudad de Barcelona, el Premio Nacional de Cine, el Premio El Ojo Crítico de Cine y del Festival de Cine Horizontes de Marsella. Y en 2021 fue la primera mujer en ocupar la presidencia del jurado de los Premios Sant Jordi de Cinematografía . 
En noviembre de 2018 asumió la dirección artística del Festival Internacional de Cinema de Barcelona - Sant Jordi (BCN Film Fest) y en la que sigue en la actualidad. 
Hizo un pequeño papel como periodista de los años 40 en la película de Fernando Trueba. La reina de España (2016).

## Premios y reconocimientos
- Premio Ángel Fernández Santos de la Muestra de Cine Latinoamericano de Lleida 2010. [9]
- Premio Alfonso Sánchez 2013, por su tarea de divulgación y promoción del cine español. Distinción que otorga anualmente la Academia de las Artes y las Ciencias Cinematográficas de España.  [3]
- Premio Luis Buñuel del Festival de Cine de Calanda 2013.
- Premio Dedicación al Cine 2017, concedido por la Associació Gent de Cinema. [10]
- Caballera de la Orden de las Artes y las Letras de Francia en 2023. [11]
- Premio Nacional de Periodismo Cultural 2024,  galardón que concede anualmente el Ministerio de Cultura y Deporte de España. [12]